# بلو (ميزوري)
بلو (بالإنجليزية: Plew)‏ هي إحدى المجتمعات الفردية (غير مصنفة) في ولاية ميزوري في الولايات المتحدة الأمريكية.